# Kristoffer Tamsons

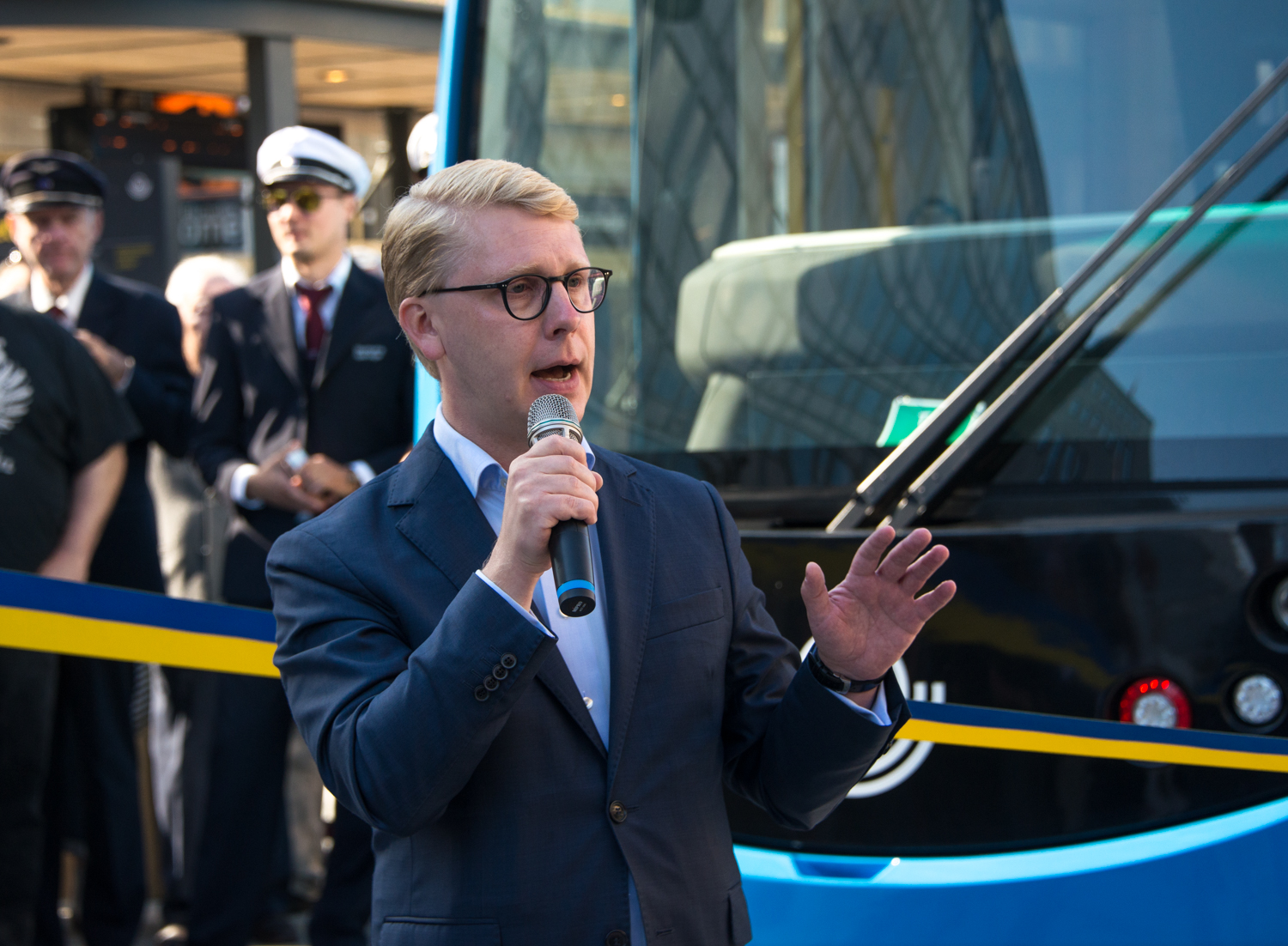
Kristoffer Tamsons vid invigningen av Spårväg Citys förlängning och nya hållplats T-Centralen den 3 september 2018.

Per Kristoffer Tamsons, född 3 december 1976 i Turinge församling, är en svensk moderat politiker som var trafiklandstingsråd/trafikregionråd 2014–2022 i Region Stockholm. Tamsons har en bakgrund som rådgivare inom politik, samhälle och kommunikation. Han var stabs- och planeringschef samt talskrivare hos statsminister Fredrik Reinfeldt i statsrådsberedningen 2006–2012.

## Biografi
Tamsons var 1999–2003 landstingsrådssekreterare i Stockholms läns landsting, där han bland annat arbetade nära trafiklandstingsrådet Elwe Nilsson. I samband med att Fredrik Reinfeldt valdes till partiordförande för Moderaterna blev han dennes talskrivare och omvärldsanalytiker. 
Under sin tid som medarbetare hos Reinfeldt ansågs Tamsons tillhöra den inre kärnan och var en av dem som medverkade till partiets omdaning till de "nya moderaterna".  På tidskriften Fokus lista över de 100 mest inflytelserika personerna i Sverige placerade sig Tamsons 2010 på plats 54 och 2011 på plats 57.
Tamsons började sin politiska bana i början av 1990-talet i Södertälje kommun. Under åren 2002–2007 var han kommunpolitiskt aktiv i Sundbybergs kommun och ledde där i valet 2006 Moderaterna till sitt bästa valresultat i modern tid samt den första borgerliga majoriteten på 87 år. 2006–2010 var Tamsons ersättare i riksdagen. Sedan valet 2010 är han ledamot i regionfullmäktige i Region Stockholm (tidigare Stockholms läns landsting) och därutöver har han varit styrelseledamot i flera kommunala bolag.
2012 blev Kristoffer Tamsons seniorkonsult inom public affairs hos PR- och kommunikationsbyrån Hallvarsson & Halvarsson. Hösten 2013 utsågs Tamsons till valledare och kanslichef för Moderaterna i Stockholms läns landsting.
Som trafikregionråd i Region Stockholm 2014–2022 var Tamsons aktiv för en utbyggnad av tunnelbanan och för att motverka fuskåkning i kollektivtrafiken.  Han figurerade ofta i medierna och flera uttalanden rönte mycket uppmärksamhet. Såväl 2017 som 2020 kallade han ökningen av biljettkontroller i kollektivtrafiken för "sommarpresenter till de hederliga medborgarna i Stockholm".
Efter valet 2022, där det Moderatledda styret inte kunde behålla makten i regionen, blev Tamsons oppositionsråd. Sedan våren 2024, då han efterträdde Iréne Svenonius, är han andre vice ordförande i regionstyrelsen. Därmed är han Moderaternas ledande politiker i regionen och även den ledande företrädaren för oppositionen.